# Ferrocarril Chihuahua al Pacífico
Ferrocarril Chihuahua al Pacífico (El Chepe) är ett tidigare järnvägsbolag och en 653 kilometer lång normalspårig järnvägslinje mellan staden Chihuahua i delstaten Chihuahua i norra Mexiko och staden Los Mochis vid Stilla havet i delstaten Sinaloa. Järnvägen passerar Barranca del Cobre, en grupp av raviner i fjällkedjan Sierra Madre Occidental, och anses som en av världens vackraste järnvägslinjer. 
Järnvägen började byggas i slutet av 1800-talet då amerikanen Albert Kimsey Owen ville bygga en socialistisk mönsterstad vid stillahavskusten och förbinda den med en tåglinje till Kansas City i USA. Mönsterstaden byggdes aldrig och järnvägen, som  byggdes mellan Chihuahua och Los Mochis, blev klar först 1961. Den går över 37 broar och genom 86 tunnlar. Den högsta stationen på linjen är Creel, som ligger 2 400 meter över havet. Resan tar mellan 9 och 16 timmar.
Det ordinarie tåget Chepe Regional stannar på 13 stationer och används främst av lokalbefolkningen. Chepe Express, som invigdes i maj 2018, går endast från Los Mochis till Creel och stannar på tre stationer.

## Bildgalleri

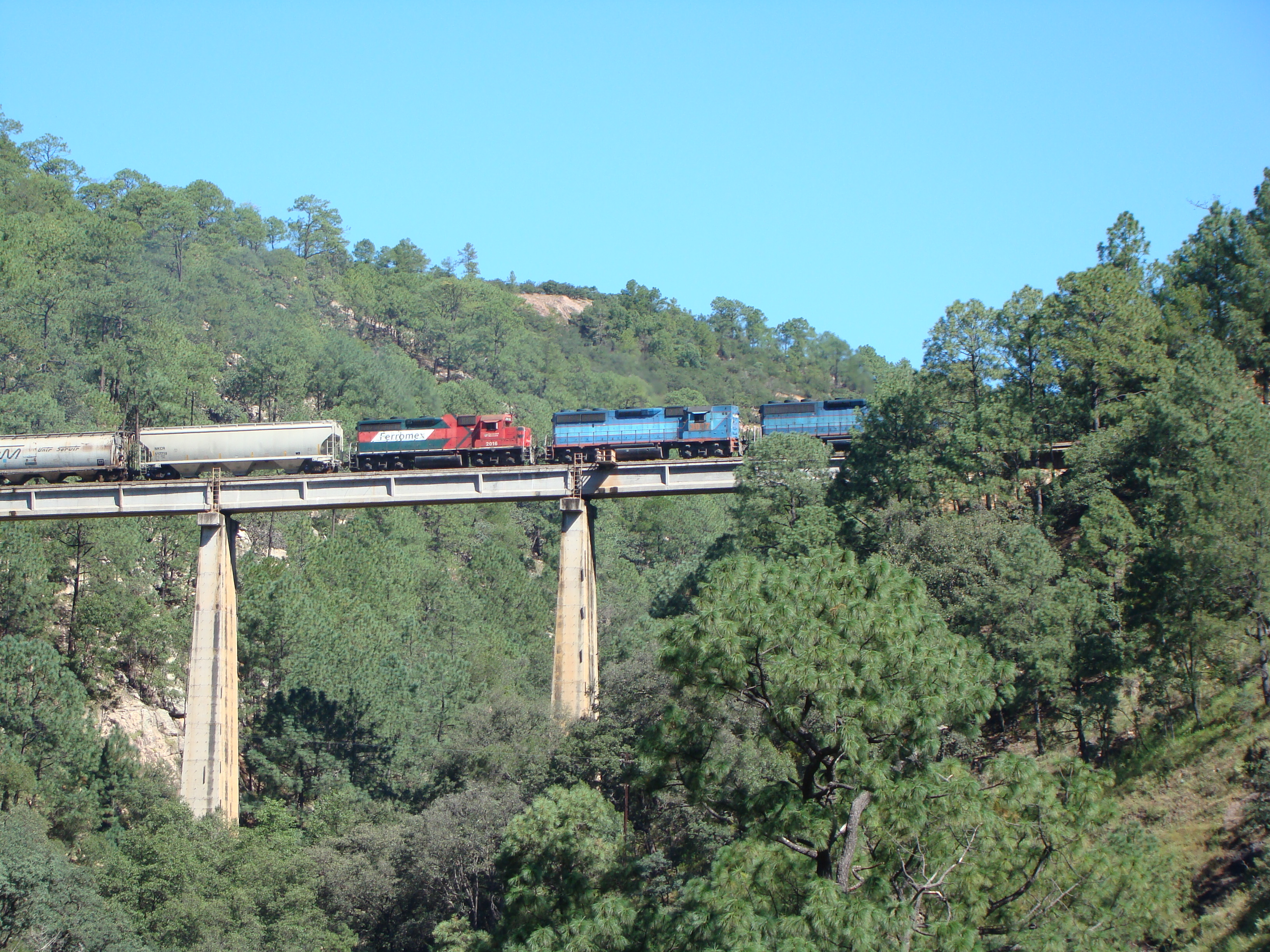
Över en av broarna.
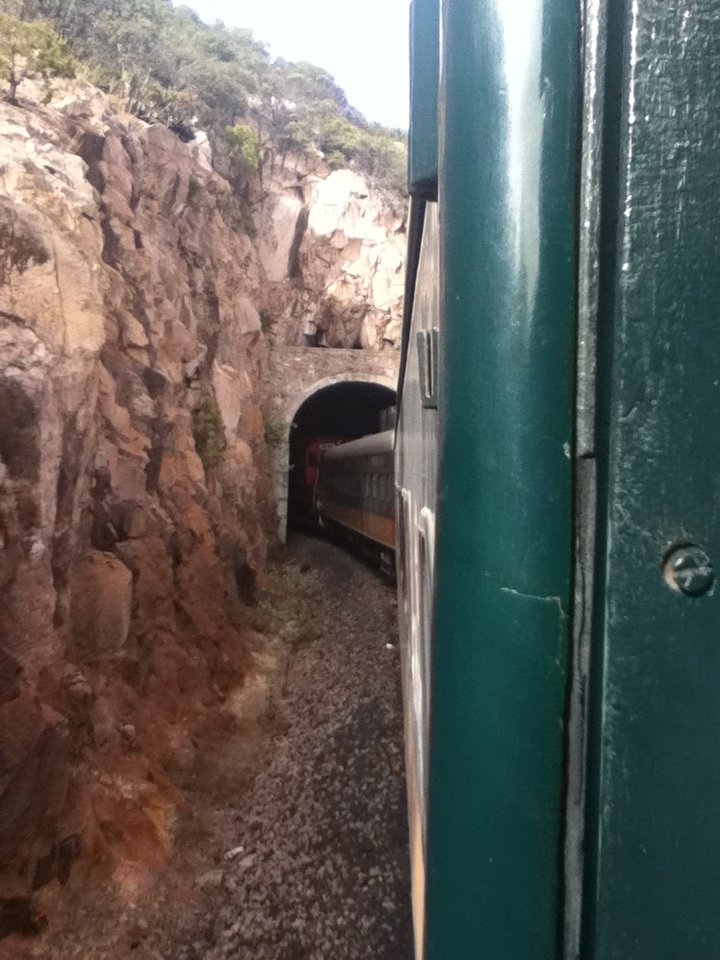
Genom en av tunnlarna.
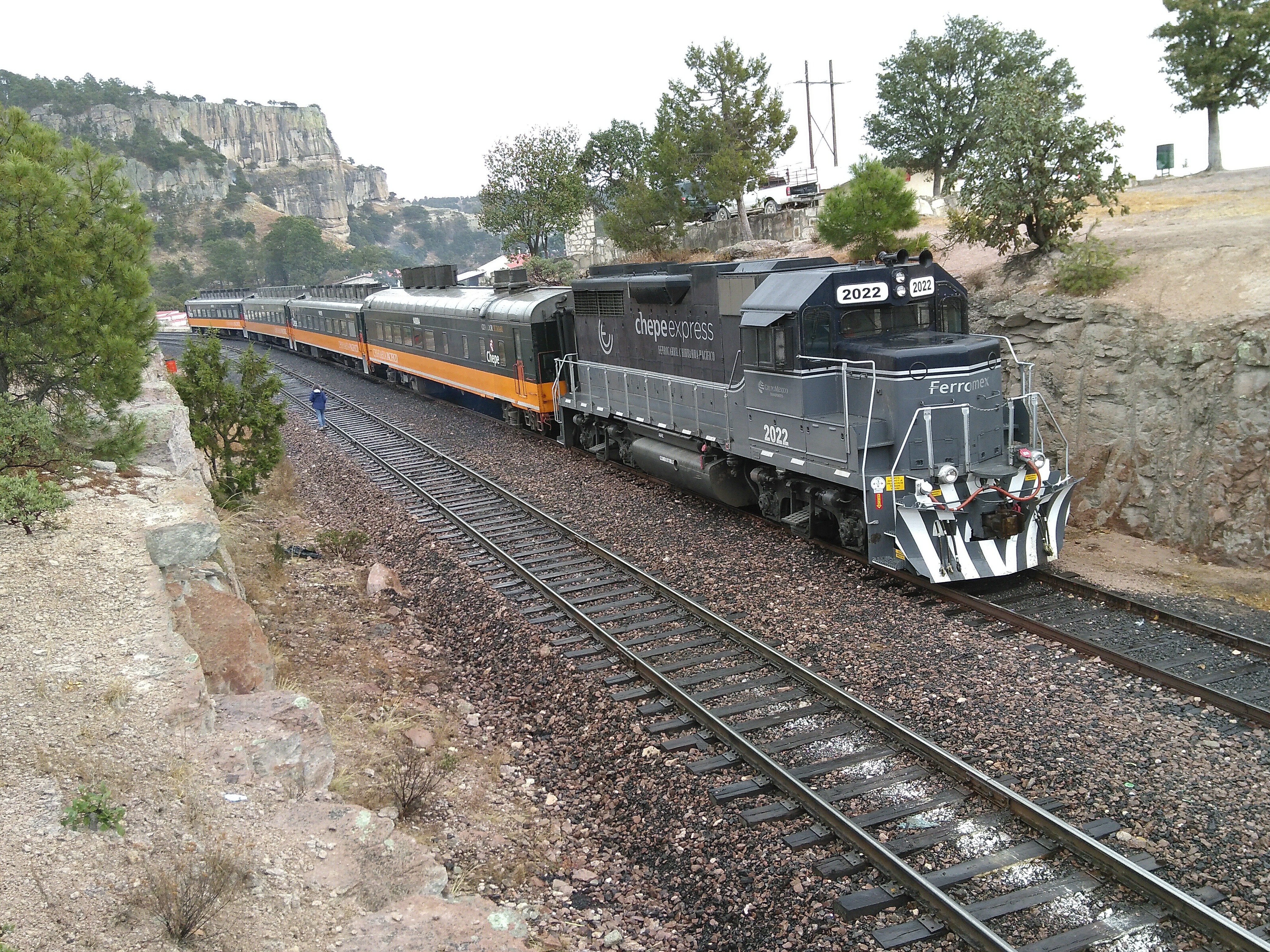
Chepe Express.
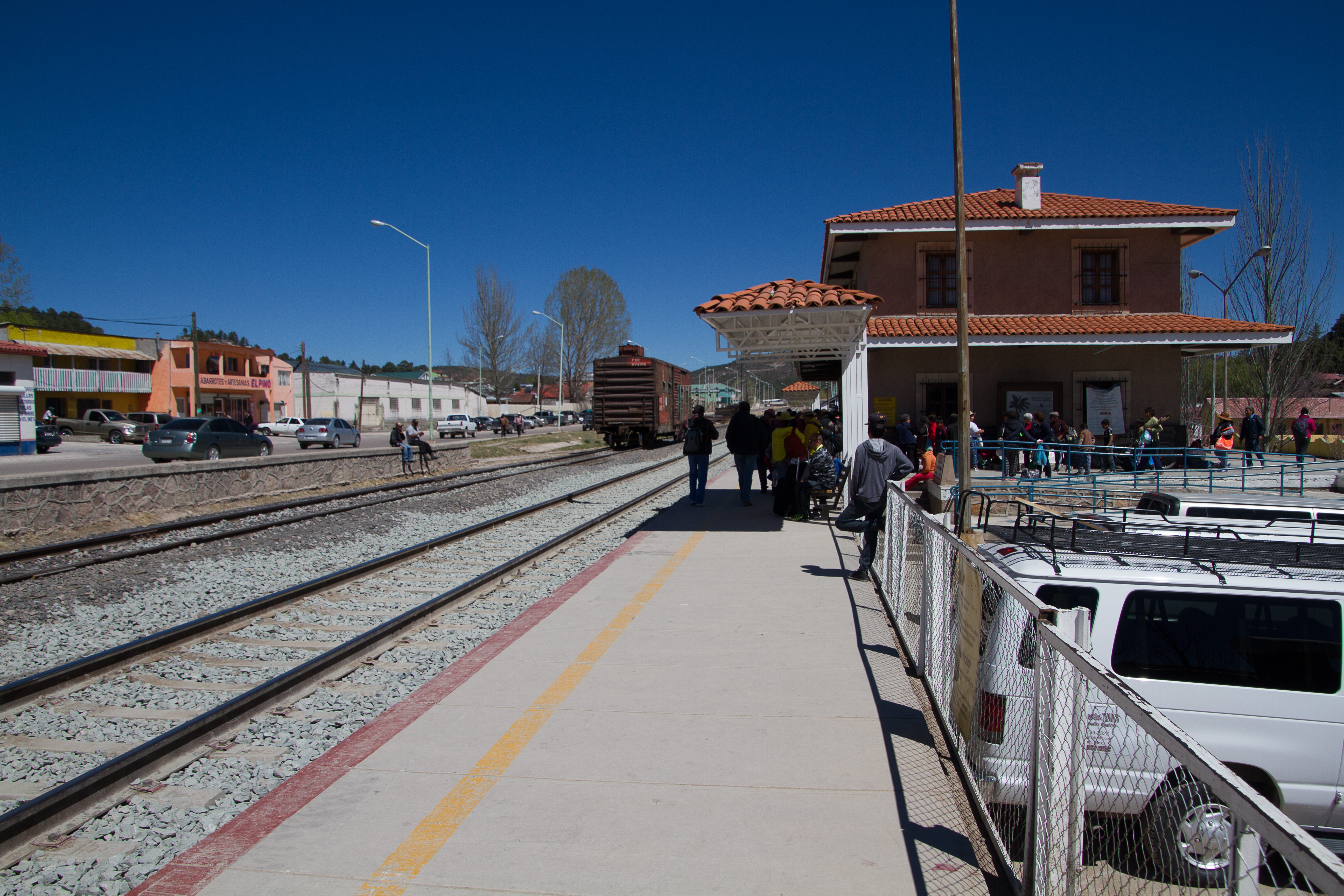
Stationen i Creel.